# 木村文乃
木村文乃（日语：／，（1987年10月19日—），日本女演員，東京都西東京市出身，經紀公司為Tristone娛樂。

## 經歷
2004年，電影《亞當》舉辦女主角徵選活動，木村從3074人之中脫穎而出（該次特別獎為比嘉愛未），因此而出道。2005、2006年，擔任日本職業保齡球協會形象大使。2006年和2008年，參演NHK大河劇《功名十字路口》及NHK晨間劇《感謝》。
2009年，由於出道以來星途一般，曾一度興起引退的念頭，並開始在餐廳和醫院櫃檯打工。
2010年，去觀賞朋友的舞臺劇之後，偶然被現在所屬的Tristone娛樂經紀公司挖角，於是重新回到戲劇圈。2010年春天，正式從原來所屬的經紀公司移籍至目前所屬的Tristone娛樂。
2011年4月，因演出化妝品電視廣告而廣為人知，並由此連續擔任4支廣告的代言人，尤其是同年7月和桑田佳祐合作的NTT DOCOMO廣告，獲得極佳好感度。
2014年1月，獲頒日本電影和電視製片人協會的飛翔黃金獎（新人獎）。4月，演出蜷川幸雄的舞台劇《別讓我走》，為個人生涯首齣舞台劇。
2015年1月演出電視劇《錢的戰爭》劇中草彅剛的未婚妻一角，關注度漸增；同年4月，初次主演電視劇《 Game～她們的階級～》，飾演單親媽媽蒲原希子，開始走紅；5月，出演電影《愛的成人式》。
2016年11月18日，在Instagram上宣佈結婚，對方是圈外人士。
2017年4月，與龜梨和也合作主演電視劇《我命中注定的人》。
2018年，出演電視劇《0.1無罪真相SEASON II》，憑此劇獲得第96回日劇學院賞助演女優賞。
2019年夏天與職業為演技講師的丈夫離婚，原因為工作忙碌漸行漸遠。2019年12月25日事務所證實離婚。
2023年3月11日，公布了與圈外男性結婚及已經懷孕的消息，預產期將在2023年夏天。
2024年，飾演Netflix電視劇《城市獵人》真人版角色野上冴子。

## 人物
- 鐵道迷。
- 劍道初段。
- 喜愛烹調料理，常在 instagram上分享。
- 不善交際，圈內沒有什麼朋友。

## 戲劇作品

### 電影
- 風のダドゥ（2006年5月13日，角川映画） - 主演・淺野歩美
- 阿檀（2006年5月20日，東京劇院） - 主演・阿檀
- 天國之吻（2011年6月4日，環球）
- RUN60（2011年6月25日，Universal J） - 真希
- 極道美食王（2011年9月23日，Showgate） - 水島栞
- 閉眼閃耀（2011年10月22日，日活） - 吉村美雪
- RAMO TROP 「仔羊ドリー」（2012年2月25日，東京藝術大学） - 伊地知麻里
- 洋芋片（2012年5月12日，Showgate） - 大西若葉
- 今天開始談戀愛（2012年12月8日，東寶） - 菜奈
- 我們的交換日記（2013年3月23日，Showgate） - 宇田川麻衣子
- 上京物語（2013年8月24日，Phantom Film）
- 愛在初相遇「遠距離戀愛」（2013年11月22日，日本華納兄弟） - 山口雪奈 [12][13]
- 東京小屋的回憶（2014年1月25日，松竹） - 由紀
- 西野的戀愛與冒險（2014年2月8日，東寶映像事業） - 玉
- 太陽坐落之處（2014年10月4日，Phantom Film） - 鈴原今日子
- 再會吧！青春小鳥（2015年2月28日，Asmik Ace） - 松山晴子
- 愛的成人式（2015年5月23日，東寶） - 石丸美彌子[14]
- Piece of Cake（日语：ピース オブ ケイク#映画）（2015年9月5日，Showgate） - 菜菜子[15]
- 十字架（2016年2月，Is.Field） - 中川小百合
- 掃描者 ～復原記憶碎片的男子～（日语：スキャナー 記憶のカケラをよむ男）（2016年，東映） - 沢村雪絵[16][17][18]
- RANMARU 擁有神之舌的男人（2016年12月3日，松竹） - 甕棺墓光
- 追憶（日语：追憶_(2017年の映画)）（2017年5月6日，東寶） - 田所真理
- 火花 (小說)（2017年11月23日，東寶） - 真樹
- 伊藤君 A to E（日语：伊藤くん_A_to_E）（2018年1月，Showgate） - 主演・矢崎莉櫻
- 羊之木（2018年2月，Asmik Ace） - 石田文
- 元氣人生（日语：体操しようよ）（2018年11月9日，東急娛樂） - 佐野弓子
- 瞌睡的磐音（日语：居眠り磐音_江戸双紙#映画）（2019年5月17日，松竹） - 御紺（おこん）[19]
- 殺手寓言（2019年6月21日，松竹）- 佐藤洋子
  - 殺手寓言2（2021年6月18日，松竹）
- 電影版 99.9不可能的翻案（2021年12月30日，松竹）- 尾崎舞子
- 還有愛的日子 （2022年9月9日）- 主演・大澤妙子
- 電影版 七人的秘書（2022年10月7日，東寶） - 主演・望月千代
- 岸邊露伴在羅浮（2023年5月26日，Asmik Ace） - 奈奈瀨[20]
- でっちあげ〜殺人教師と呼ばれた男（2025年6月27日、東映） - 薮下希美
- てっぺんの向こうにあなたがいる（2025年10月31日、キノフィルムズ） - 多部教恵

### 配信電影
- 城市猎人（2024年4月25日，Netflix）- 野上冴子
- 余命一年の僕が、余命半年の君と出会った話。（2024年6月27日、Netflix） - 実希子

### 電視劇
- 大河劇（NHK）
  - 功名十字路口 第46、47話（2006年11月19日－26日）
  - 麒麟來了（2020年）- 妻木熙子[21]
- 東京大空襲 第1夜（2008年3月17日，日本電視台）
- 弘惠的路標 第6話（2008年8月12日，大阪電視台 / 大阪電氣通信大學） - 小雪
- NHK晨間劇
  - 感謝（日语：だんだん）（2008年9月29日 - 2009年3月28日） - 涼乃
  - 小梅醫生 第10週 - 最終週（2012年6月9日 - 9月29日） - 下村靜子 
    - 小梅醫生～不能結婚的男女SP 前・後編〜（2012年10月13日・20日，NHK BS Premium） - 下村靜子
- 彩虹閃耀夏之戀 第4話（2010年8月9日，富士電視台） - ユキ
- PREFECT REPORT 第4話（2010年11月7日，富士電視台） - 內野紀子
- 華和家四姊妹 第1話（2011年7月10日，TBS電視台） - 相本美彌
- 毛骨悚然撞鬼經驗 夏之特別篇2011 「悪夢の十三日」（2011年9月3日，富士電視台） - 柏田晴美
- 蜜之味～A Taste Of Honey～（2011年10月13日 - 12月22日，富士電視台） - 賴陽華
- 祝女 Season3（2011年10月15日 - 2012年2月25日，NHK）
- 惡女們的手術刀（2011年12月9日，富士電視台） - 美原千景 
  - 惡女們的手術刀 episode2（2012年12月21日）
- 警視廳失踪人搜査課（2011年12月24日，朝日電視台、朝日放送） - 三浦未知
- RUN60 第1章（2012年4月18日 - 5月2日，MBS） - 真希
- 自閉天才ATARU 第4話（2012年5月6日，TBS電視台） - 鈴原理子
- MEGAQUAKE 巨大地震 II 第3回 「その時どうなる?」（2012年6月9日，NHK） - 川口沙織
- 放學後再推理 5回表 / 裏（2012年6月18日 - 25日，TBS電視台） - 野田榮子
- 浪花少年偵探團（2012年7月2日 - 9月17日，TBS電視台） - 榛名美佳
- 黑之女教師（2012年7月20日 - 9月21日，TBS電視台） - 青柳遙
- Dorokuta（2012年9月16日・23日，NHK BS Premium）
- 遲開的向日葵（2012年10月23日 - 12月25日，富士電視台） - 今井春菜
- 索多瑪的蘋果（2013年3月23日 - 4月13日，WOWOW） - 設樂萬里
- 白雲階梯（2013年4月17日 - 6月19日，日本電視台） - 田坂亞希子
- 顫抖的牛（2013年6月16日 - 7月14日，WOWOW） - 田川梢
- 今日就要永別（2013年8月24日，日本電視台） - 田辺繪津子
- 變身訪問者的憂鬱（2013年10月21日 - 12月23日，TBS） - 下日山酈霞 [22]
- 時計屋的女兒（2013年11月18日，TBS電視台 / BS-TBS） - 國木知花子
- 長谷川町子物語（2013年11月29日，富士電視台） - 長谷川洋子
- 明天媽媽不在（2014年1月15日 - 3月12日，日本電視台） - 水澤葉 [23]
- 黑色福音〜國際線空姐殺人事件〜（2014年1月19日，朝日電視台） - 生田世津子
- 午夜怪談 2014年 春季特別篇 「廢材的她與可愛的她」（2014年4月5日，富士電視台） - 五木美優 / MM-2020α [24]
- 心理學家・成海朔的挑戰 少女為何必須失憶？（2014年10月1日，日本電視台） - 安孫子美織
- 出色的選TAXI 第3話（2014年10月28日，關西電視台） - 香西麻里奈 [25]
- 錢的戰爭（2015年1月6日 - 3月17日，關西電視台） - 青池梢
- Mother Game～她們的階級～（2015年4月14日 - 6月16日，TBS） - 主演・蒲原希子
- 殺人分析班（日语：警視庁捜査一課十一係シリーズ#テレビドラマ）系列（WOWOW） - 主演・如月塔子
  - 石之繭  殺人分析班（2015年8月16日 - 9月13日）[26]
  - 水晶的跳動（日语：水晶の鼓動） 殺人分析班（2016年11月13日 - 12月11日）
  - 蝶的力學（日语：水晶の鼓動） 殺人分析班（2019年11月17日 - 12月22日）[27]
- 警報 刑警×女友×完全惡女（2015年10月20日 - 12月15日，富士電視台） - 猪熊夕貴／十和田幸
- 奇幻大河劇 精靈守護者（2016年3月19日 - 4月9日 ，NHK） - 二之妃
  - 精靈守護者II 悲哀的破壞神（2017年1月21日 - 3月25日）
  - 精靈守護者最終章（2017年11月25日 - 2018年1月27日）
- 擁有神之舌的男人（2016年7月 - 9月9日，TBS）- 甕棺墓光
- A LIFE〜深愛的人〜（2017年1月 - 6月17日，TBS） - 柴田由紀
- 真命天菜（2017年4月15日，NTV）- 湖月晴子
- 伊藤君A to E（日语：伊藤くん_A_to_E#テレビドラマ）（2017年8月15日 - 10月4日，TBS）- 主演・矢崎莉櫻
- 99.9不可能的翻案Season II （2018年1月14日 - 3月18日，TBS）-  尾崎舞子
- 創作英雄之男 石森章太郎的故事（2018年8月25日，NTV）- 小野寺由惠
- 富士電視台60周年特別企劃「大奧 最終章」（2019年3月25日，富士電視台）- 主演・久免[28]
- 世界奇妙物語 19雨之特別篇「人類種子」（2019年6月8日，富士電視台）- 主演・春田綠[29]
- 詐騙幹員（日语：サギデカ）（2019年8月31日 - 9月28日，NHK）- 主演・今宮夏蓮[30]
- 在京都小住（ちょこっと京都に住んでみた。，2019年12月29日，大阪電視台）- 主演・江東佳奈[31]
  - 連續劇 來住京都才知道（2022年7月6日 - ）
- 七人的秘書（2020年10月22日 - 12月10日，朝日電視台）- 主演・望月千代[32]
- 喜劇開場 第6話・第8話（2021年5月22日・6月5日，NTV） - 美濃輪弓子
- #家族募集中（2021年7月9日 - 9月24日，TBS） - 桃田禮[33][34]
- PICU 小兒集中治療室（2022年10月10日 - 12月19日，富士電視台）- 綿貫りさ
- Sky Castle（2024年7月25日 - 9月26日，朝日電視台）- 南沢泉
- 宇宙漂浮教室（2024年10月8日 - 12月10日，NHK）- 佐久間理央
- I, KILL（2025年5月18日 - 6月22日、WOWOW） - 主演・凛（與田中樹雙主演）
- 看守的流儀（2025年6月21日、朝日電視台） - 火石司
- 愛的，學校。（2025年7月10日 - 、富士電視台） - 主演・小川愛実

### 網路劇
- RUN60（Universal J） - 真希
- 閉眼閃耀（2011年10月1日 - 全12話，Bee TV） - 吉村美雪
- SICK'S 恕乃抄 〜內閣情報調査室特務事項専項課事件簿〜（2018年4月1日 - 8月11日，Paravi）- 主演・御厨静琉
  - SICK'S 霸乃抄 〜內閣情報調査室特務事項専項課事件簿〜（2019年3月22日 - 5月17日，Paravi）
  - SICK'S 厩乃抄 〜內閣情報調査室特務事項専項課事件簿〜（2019年9月14日 - 11月8日，Paravi）

### 舞台劇
- 不歸的初戀，海老名SA（2012年9月29日，DDD AOYAMA CROSS THEATER） - 三崎（朗讀劇）
- 別讓我走（2014年4月29日 - 6月3日，東京 / 地方） - 鈴 [35]

### 配音
- 小小英雄-螃蟹與蛋與透明人-「卡尼尼與卡尼諾」（2018年） - 卡尼尼

## DVD
- [36]

## 寫真集
- 撮影：西田幸樹.  . ワニブックス. 2013年11月9日 [2013]. ISBN 978-4847045943 （日语）.

## 獎項
| 年份     | 大賞名稱                   | 獎項       | 作品                     |
| -------- | -------------------------- | ---------- | ------------------------ |
| 2014年度 | 第38回Elandor獎            | 新人獎     |                          |
| 2015年度 | 第18回日刊體育日劇大賞     | 助演女優賞 | 《錢的戰爭》             |
| 2015年度 | 第19回春季日刊體育日劇大賞 | 主演女優賞 | 《 Game～她們的階級～》  |
| 2018年度 | 第96回日劇學院賞           | 助演女優賞 | 《99.9 -刑事專門律師-2》 |
| 2018年度 | 第21回日刊體育日劇大賞     | 助演女優賞 | 《99.9 -刑事專門律師-2》 |

## 外部連結
官方
- 木村文乃官方網站 （页面存档备份，存于）
- 經紀公司Tristone個人介紹頁 （页面存档备份，存于）
- 木村文乃的Instagram帳戶
- 木村文乃的X（前Twitter）（日語）

影劇資料庫
- 木村文乃在豆瓣上的资料（简体中文）
- 木村文乃在时光网上的簡介（简体中文）